# Мезокко
Мезокко (нем. Mesocco) — коммуна в Швейцарии, в кантоне Граубюнден. Входит в состав округа Моэза. Официальный код — 3807.

## География
Площадь коммуны составляет 164,76 км². 20,1 % территории занимают сельскохозяйственные угодья; 20,1 % — леса; 1,3 % — населённые пункты и дороги и оставшиеся 58,6 % — не используются (горы, ледники, реки).

## Население
По данным на 31 декабря 2012 года население коммуны составляет 1260 человек. По данным на 2008 год 13,5 % населения составляли иностранные граждане. 89,1 % населения считают родным языком итальянский; 6,2 % — немецкий и 1,4 % — албанский.
По данным переписи 2000 года гендерный состав населения коммуны был следующим: 50,4 % — мужчины и 49,6 % — женщины. Возрастной состав был следующим: 9,3 % — младше 9 лет; 5,2 % — от 10 до 14 лет; 3,4 % — от 15 до 19 лет; 11,2 % — от 20 до 29 лет; 15,7 % — от 30 до 39 лет; 13,6 % — от 40 до 49 лет; 12,5 % — от 50 до 59 лет; 13,1 % — от 60 до 69 лет; 10,7 % — от 70 до 79 лет; 4,2 % — от 80 до 89 лет и 1,2 % — старше 90 лет.
На парламентских выборах 2007 года Социал-демократическая партия Швейцарии набрала 37,1 % голосов; Швейцарская народная партия — 34,1 %; Христианско-демократическая народная партия Швейцарии — 20,5 % и Свободная демократическая партия — 8,2 %. Уровень безработицы в коммуне составляет 4,26 %.
Динамика численности населения коммуны по годам:
| 1802 | 1850 | 1900 | 1950 | 2000 |
| ---- | ---- | ---- | ---- | ---- |
| 862  | 1182 | 1173 | 1150 | 1201 |

## Галерея

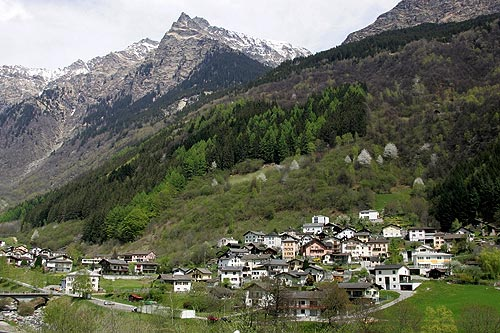
Вид на Мезокко
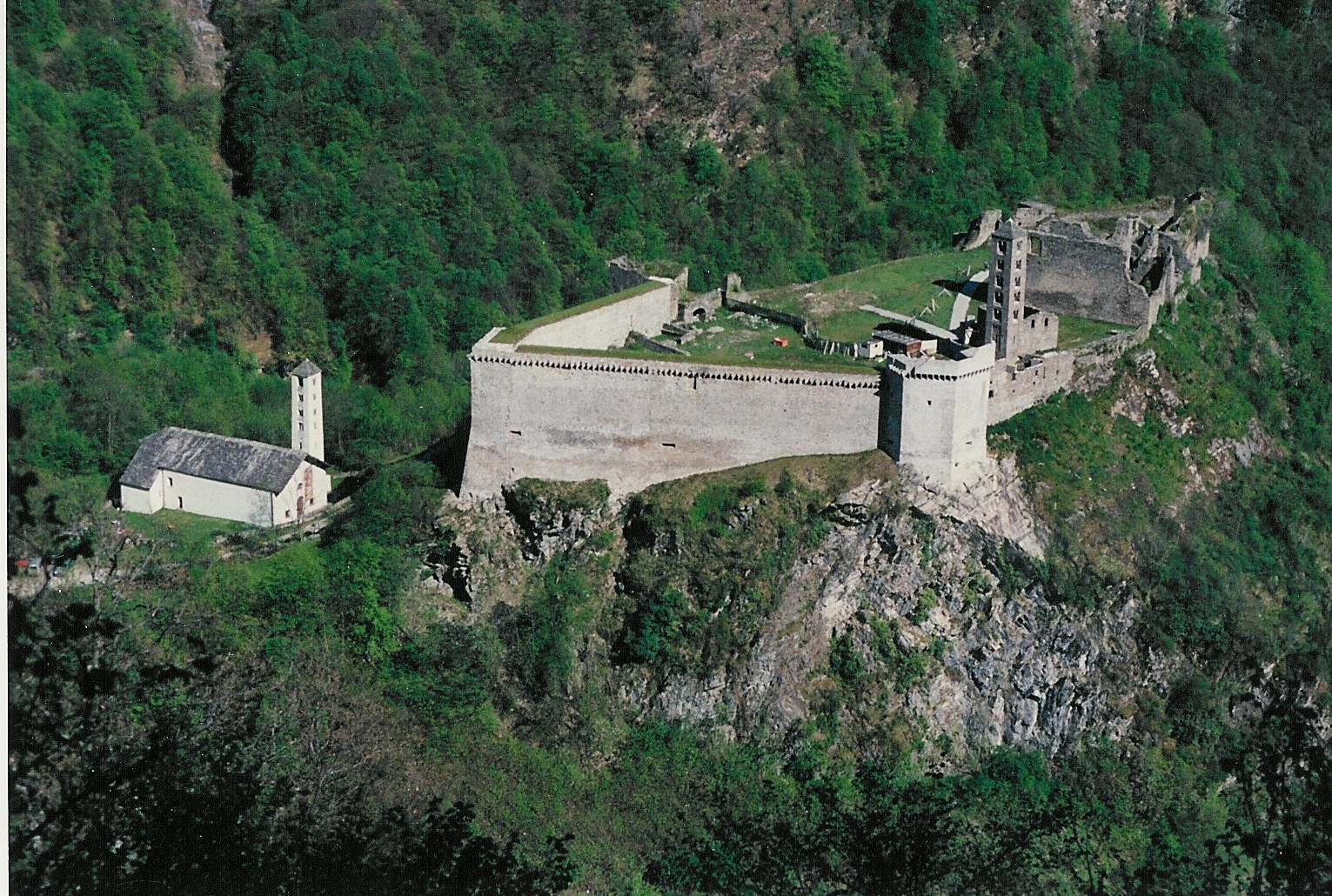
Замок, вид сверху
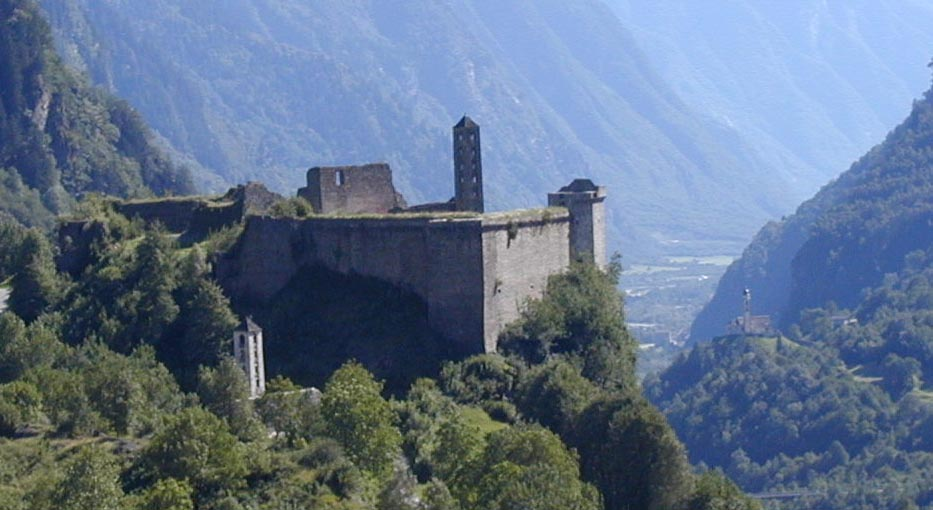
Замок Мезокко